# 朱致椹
广元康僖王朱致椹（1501年—1551年），明朝辽恭王朱宠涭嫡三子，明朝第一代广元王。同胞长兄朱致樠早亡，同胞次兄即辽庄王朱致格。

## 生平
正德八年（1513年）四月，明武宗遣定西侯蒋壑、建平伯高霳、清平伯吴杰、恭顺侯吴世兴、安乡伯张坤、伏羌伯毛锐、成安伯郭宁、崇信伯费柱为正使，翰林院编修崔铣、行人司行人詹轼、兵部署郎中刘乾、中书舍人傅完、刑科都给事中李铎、刑部署郎中王秉良、鸿胪寺右少卿王希孟、礼部署郎中都穆为副使，持节册封朱致椹为广元王。
朱致椹的禄米被定为一千石，他多次引用例子请求改为祿米二千石、米钞各半。礼部认为不可，嘉靖五年（1526年）正月，明世宗特命给之。
嘉靖三十年（1551年），朱致椹去世。嘉靖三十三年（1554年）四月，明世宗派使者持節冊封朱致椹的嫡长子朱憲爀袭封為廣元王。
朱致椹有美妾月娥、翠兒、蘭香等，在朱致椹死后都被侄子辽愍王朱憲㸅所收。

## 评价
- 《弇山堂别集》卷073：温良好樂，小心畏忌。